# مهدی حق‌شناس
مهدی حق‌شناس (متولد سال ۱۳۶۱) طراح، نویسنده و پژوهشگر معاصر ایرانی است.
فعالیت‌های او بر طراحی گرافیک از جمله طراحی گرافیک محیطی متمرکز است، در عین حال کوشش‌های خلاقانهٔ دیگری نظیر طراحی و هنرهای دیجیتال دارد. او در حوزهٔ طراحی ایرانی-اسلامی و فرهنگ دیداری، از زمینه‌های مطالعاتی و تجربیات عملی میان‌رشته‌ای برخوردار بوده و در دوره‌ای از فعالیت خویش به مطالعهٔ طبیعت و اساطیر ایرانی در پیوند با ارتباطات بصری اهتمام ورزیده‌ است. آثارش در نمایشگاه‌ها و دوسالانه‌های متعددی به نمایش درآمده و مورد توجه و بررسی پژوهشگران قرار گرفته‌اند.
این عضو انجمن صنفی طراحان گرافیک ایران از سال ۱۳۸۶ در دانشگاه‌ها و مراکز آموزش عالی شهرهای اصفهان، تبریز و تهران تدریس دارد. او عضو هیئت انتخاب و داور چند جشنواره ملی بوده و کارگاه‌های آموزشی و سخنرانی‌های متعددی را دربارهٔ طراحی گرافیک برگزار کرده‌ است. در حال حاضر او به پژوهش و تألیف در زمینه ارتباط تصویری و فرهنگ دیداری فعالیت داشته؛ و از اعضای تحریریه مجله طراحی گرافیک نشان است.